# Dumanți
Dumanți (în ucraineană Думанці) este localitatea de reședință a comunei Dumanți din raionul Cerkasî, regiunea Cerkasî, Ucraina.

## Demografie
Componența lingvistică a localității Dumanți
     Ucraineană (93,68%)
     Rusă (4,61%)
     Alte limbi (0,13%)
Conform recensământului din 2001, majoritatea populației localității Dumanți era vorbitoare de ucraineană (93,68%), existând în minoritate și vorbitori de rusă (4,61%).